# 스토리브리지

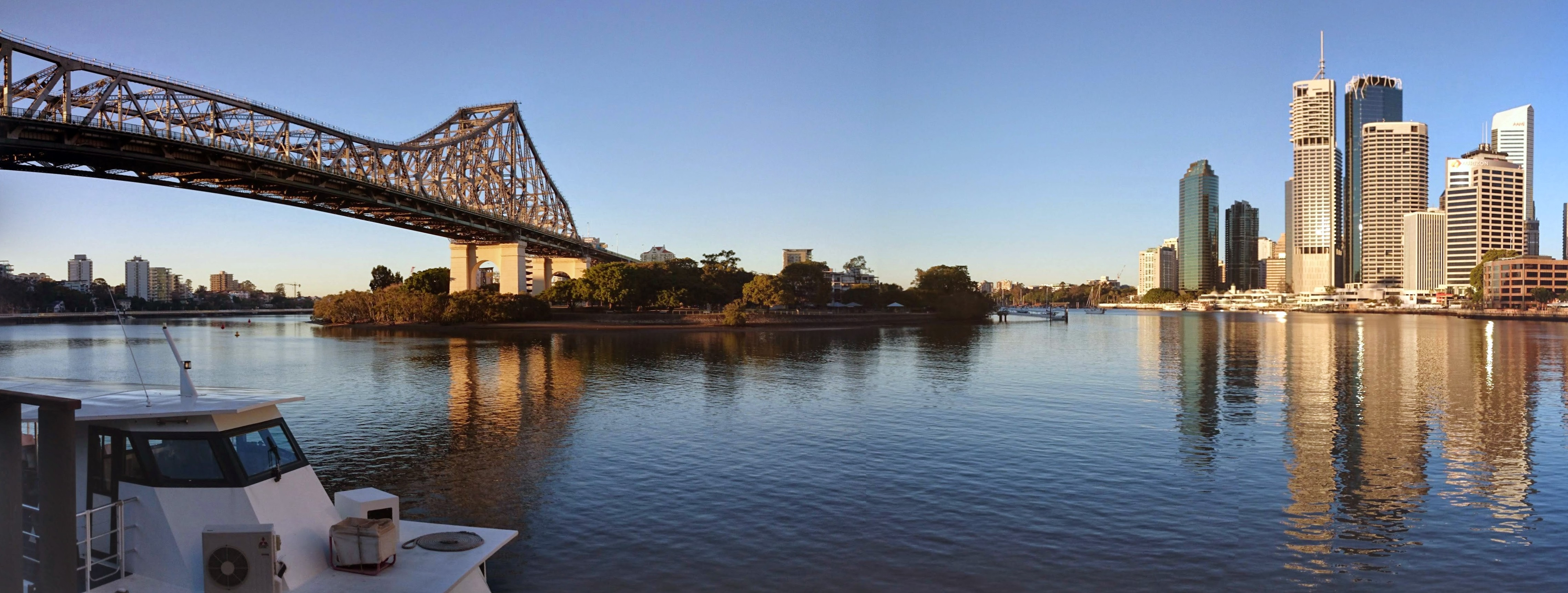

스토리브리지(Story Bridge)는 브리즈번강을 가로지르는 유산등록된 철제 다리이다. 호주 퀸즐랜드주 브리즈번의 북쪽 변두리와 남쪽 변두리 간의 차량, 자전거, 보행자 교통을 수송한다.
이 다리를 따라 가로지르는 도로의 이름은 브래드필드 하이웨이이다. 1940년에 오픈하여 1947년까지 통행비를 받았다.